# Phalaris arundinacea
El alpiste cinta (Phalaris arundinacea) es una planta de la familia de las poáceas.

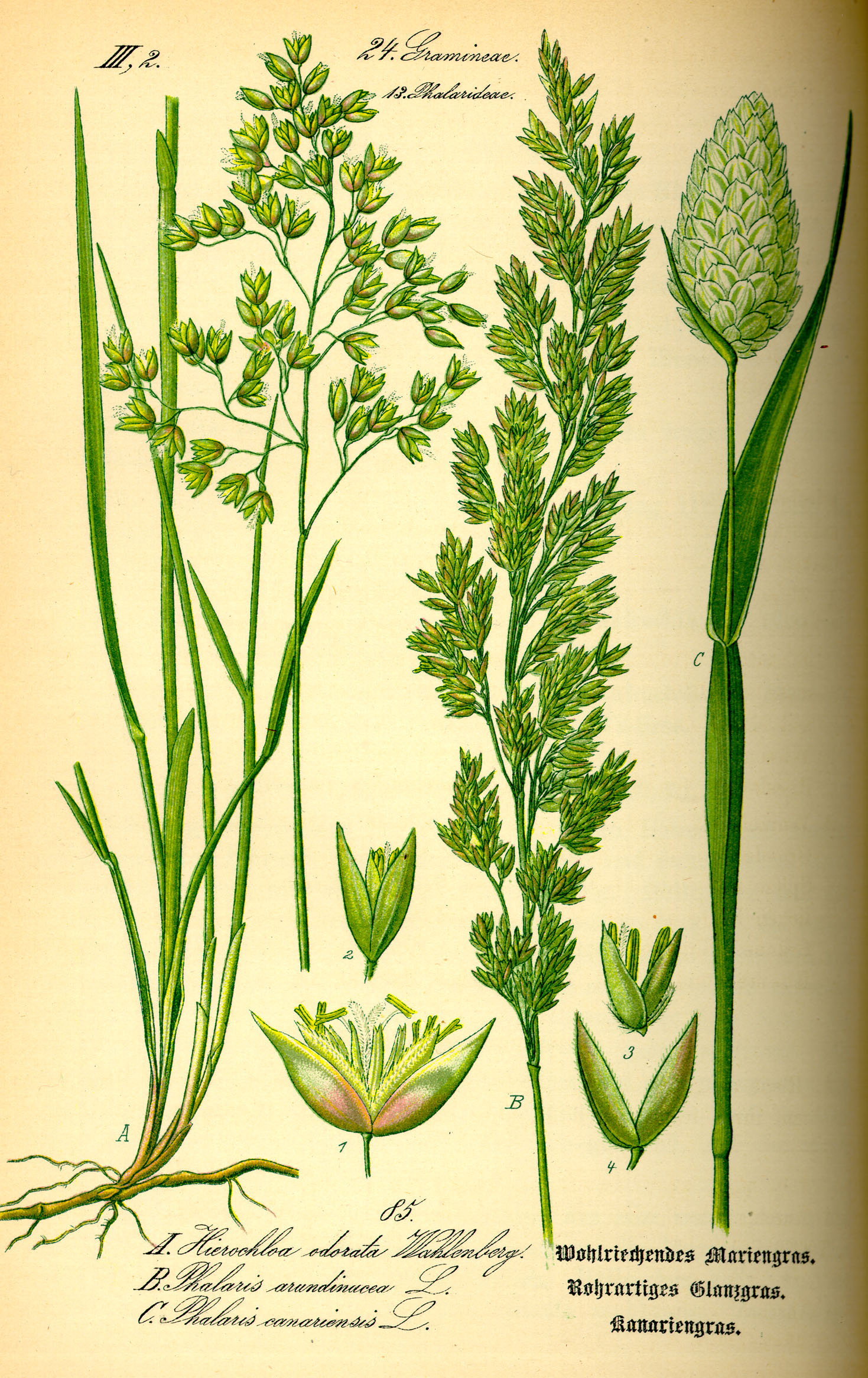
Ilustración

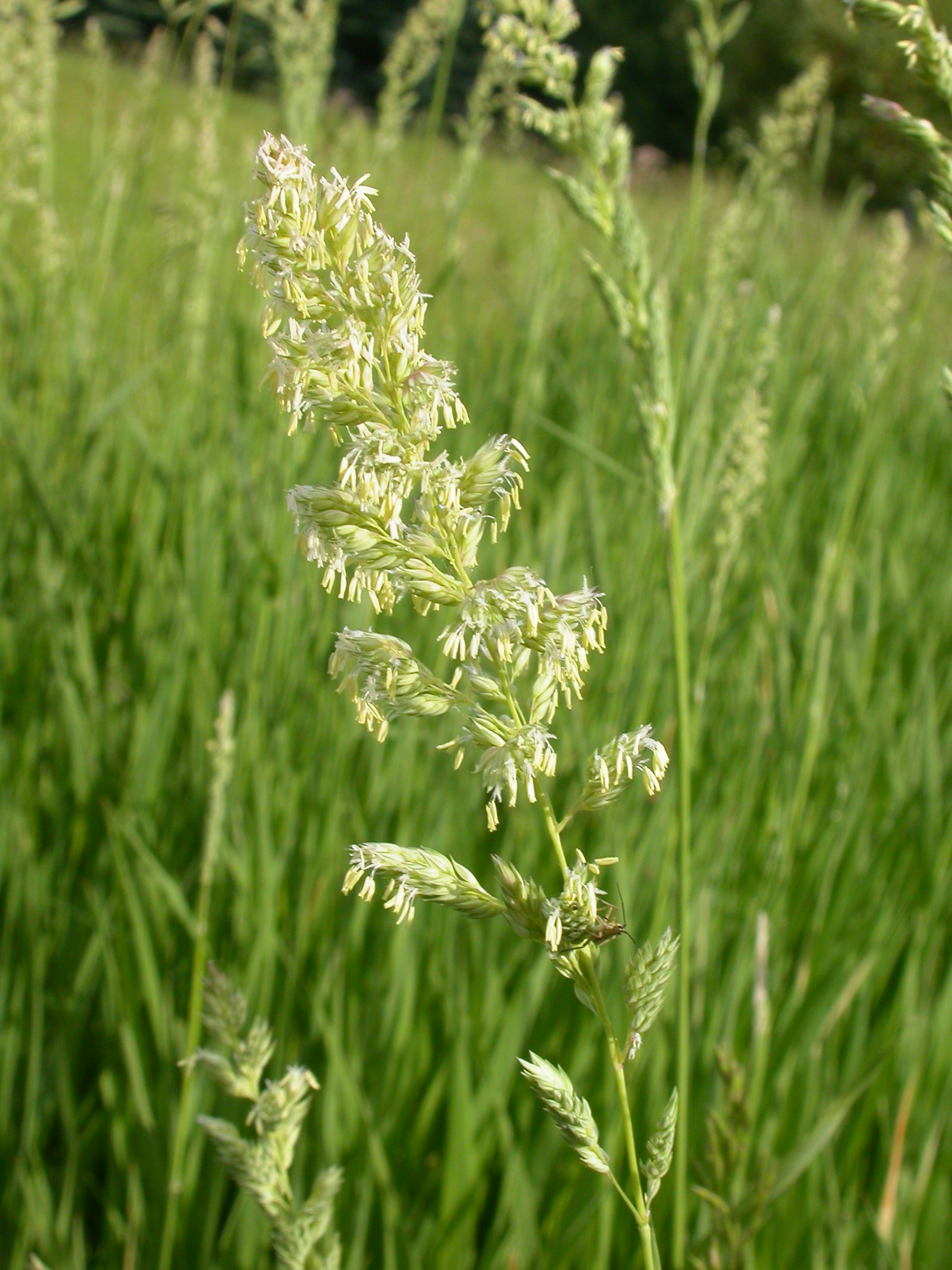
Vista de la planta

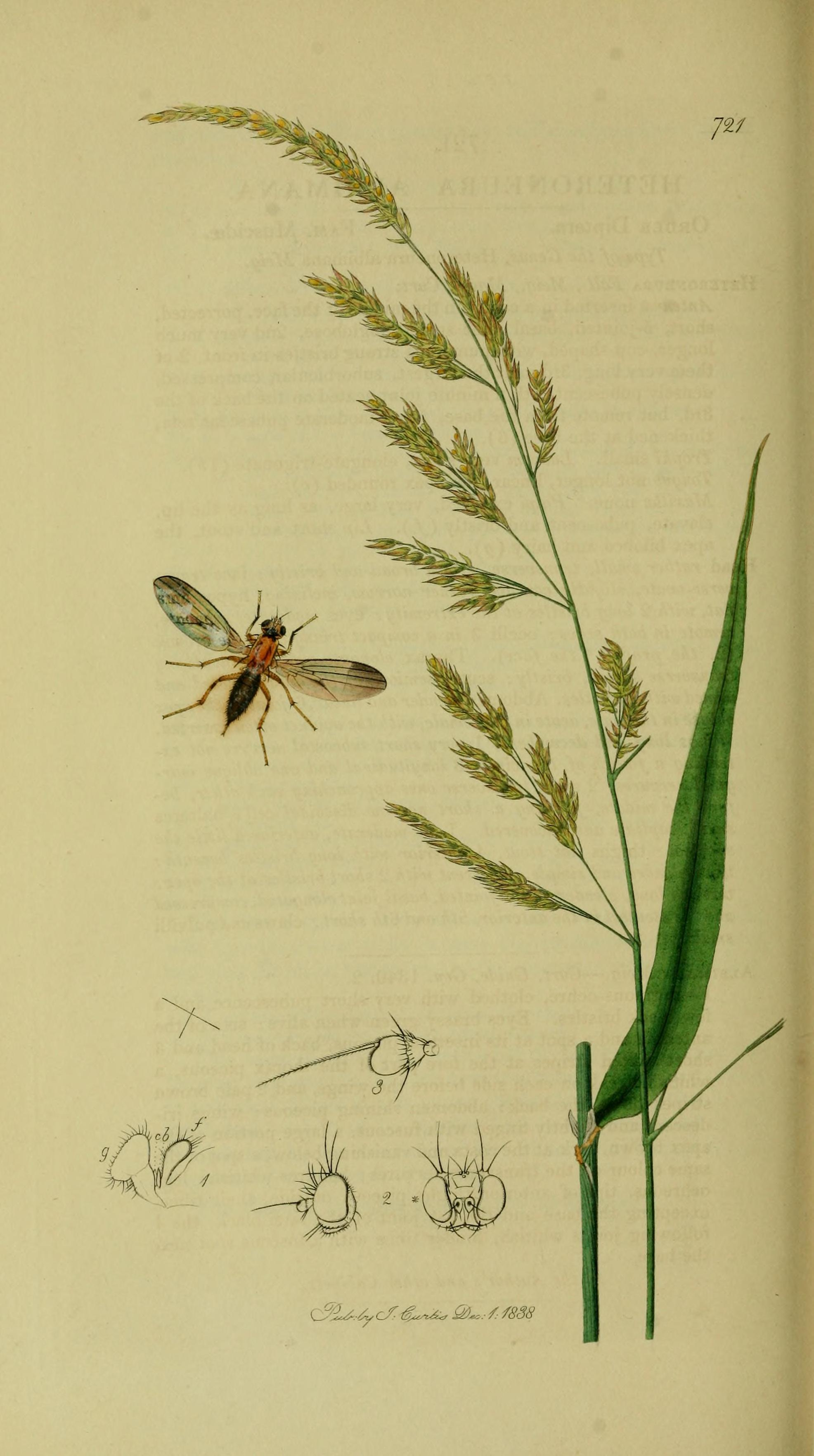
Ilustración

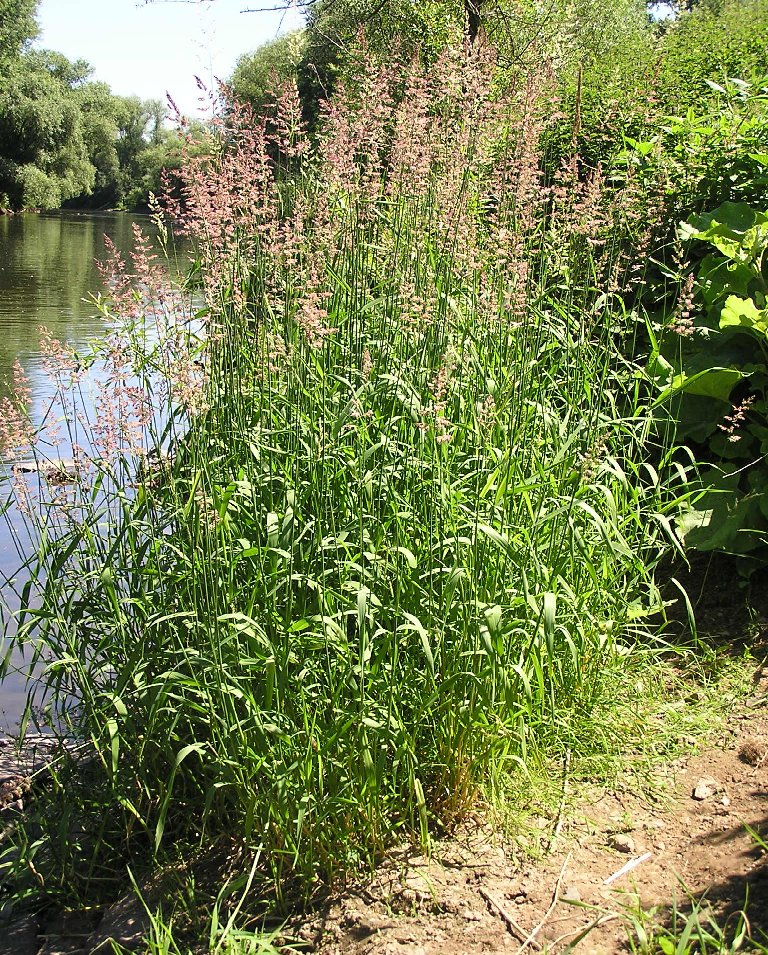
En su hábitat

## Descripción
Es una hierba que puede alcanzar 1,5 m de altura, fuerte, rígida, foliosa, sin pelos, forma macizos grandes, se extiende por medio de tallos subterráneos, invadiendo la corriente de los regueros y también los márgenes, en cuyo caso es menos alta y compacta.
Las espigas de dos formas, cuando está floreciendo, la densa panícula se separa, las glumas están teñidas de púrpura en ese momento. Una vez caídos los estambres, las ramas se aproximan y forman una espiga oval o cilíndrica apretada, de color verde blanquecino o del color de la paja. Las espículas de 5-6 mm de longitud, con 2 glumas iguales, verdosas o purpúreas, con un nervio central, puntiagudas, rígidas, 2 glumelas más cortas, con 2 dientes en el ápice, verdosas, con una corona de pelos en la base y dorso, 3 estambres con antera larga, verde amarillenta antes de abrirse, con 2 costillas separadas arriba y abajo, cuando salen al exterior se mantienen sobre un hilillo muy fino, caen al menor movimiento, estigma con 2 cuernos plumosos y pelos en la base del estilo. Muchas espículas poco pedunculadas, en grupos de 3 flores y numerosos grupos en masas, con ramillas más largas y muy finas, así hasta formar una espiga compacta de hasta 20 cm de longitud, al madurar toma un color pajizo. 
Hojas planas, consistentes, finamente rayadas, ásperas hacia la base, de color verde lustroso, de 35 x 2,2 cm, disminuyendo en una larga punta. Lígula laciniada, de hasta 7 mm de longitud.
Tallos rígidos, redondos, huecos, con nudos gruesos de color verde amarillento, como una caña, de 2-2,5 mm de diámetro.
Esta planta contiene 5-MeO-DMT, una fuerte triptamina. Aunque se encuentra en baja cantidad, puede ser extraída fácilmente.

## Distribución y hábitat
Su área de distribución abarca la totalidad del hemisferio norte,  Europa, Asia, el norte de África y América del norte. También en zonas de América del Sur, se ha registrado la existencia de esta planta en la zona patagónica de Chile.
Especie heliófila, o semisombra. Gusta de suelos ricos en bases y elementos nutritivos donde el pH es neutro o ligeramente ácido. Zonas inundadas, lugares encharcados y regueros.
Phalaris arundinacea aparece en orillas de estanques, de lagos y de riberas en particular en los carrizales, y zonas con plantas del género  Carex. También aparece en los bosques de ribera  (en las saucedas blancas y verguerales, las alisedas y fresnedas.)·

## Taxonomía
Phalaris arundinacea fue descrita por Carlos Linneo y publicado en Species Plantarum 1: 55. 1753.
Citología
Número de cromosomas de Phalaris arundinacea (Fam. Gramineae) y táxones infraespecíficos:  2n=42  2n=48
Etimología
De acuerdo a la Real Academia Española, el nombre “alpiste” proviene del árabe hispano y mozárabe alpíšṭ, y este del latín pistum, participio pasivo de pinsĕre, moler, machacar. 
En cuanto al nombre científico, su etimología es la siguiente: 
Phalaris: nombre genérico que podría derivar del griego phalaros, que significa ‘lustroso’, aludiendo al brillo de las espigas;
arundinacea: epíteto latino que significa "como una caña".
Sinonimia
- Arundo colorata Aiton
- Arundo riparia Salisb.
- Baldingera arundinacea Dumort.
- Baldingera colorata P.Gaertn., B.Mey. & Schreb.
- Calamagrostis colorata (Aiton) Sibth.
- Calamagrostis variegata With.
- Digraphis americana Elliott ex Loudon
- Digraphis arundinacea (L.) Trin.
- Endallex arundinacea Raf. ex B.D.Jacks.
- Phalaridantha arundinacea (L.) St.-Lag.
- Phalaris americana var. picta Eaton & Wright
- Phalaris caesia Nees
- Phalaris colorata P.Beauv.
- Phalaris hispanica Coincy
- Phalaris japonica Steud.
- Phalaris × monspeliensis Daveau
- Phalaris picta (L.) Sloboda.
- Phalaris rotgesii (Husn.) Litard.
- Phalaris rotgesii (Foucaud & Mandon ex Husn.) Baldini
- Phalaris tuberinacea Coville & Ciald.
- Phalaroides arundinacea (L.) Rauschert
- Phalaroides caesia (Nees) Holub
- Phalaroides hispanica (Coincy) Holub
- Phalaroides japonica (Steud.) Czerep.
- Phalaroides rotgesii (Husn.) Holub
- Typhoides arundinacea (L.) Moench[9]

## Nombres comunes
- Castellano: alpiste cinta, cañizo de mallas, cañota de Murcia, garzota de arrollos, garzota de arroyos, hierba cinta (5), triguera, yerba cinta (2), yerba de la cinta (el número entre paréntesis indica las especies que tienen el mismo nombre en España).[10]